# 日本とチベットの関係
本項では日本とチベットの関係（英語: Japan–Tibet relations）について述べる。

## 歴史
日本人がチベットに入境したのは、19世紀の終わりごろのことである。この時、チベットは清王朝の支配下にあり、イギリスなど外国に対する警戒心から外国人の立ち入りを厳しく制限していた。
1899年、能海寛と寺本婉雅はダライ・ラマの直轄地であるバタン（現在は四川省カンゼ・チベット族自治州として中華人民共和国が実効支配）に到達した。彼らは四川省からの入蔵を目指したが、この時にはチベットに到達することはできなかった。
1900年にネパールからチベット入りした河口慧海は、翌年3月にラサに到達した。記録上では、彼がチベット入りした初めての日本人であるとされる。なお、彼は帰国後の1904年に西蔵旅行記を著している。その後、1901年にシッキムから成田安輝が、1910年には矢島保治郎が四川省からチベットに到達した。
1908年8月に西本願寺の大谷尊由がダライ・ラマ13世と会見、ダライ・ラマ13世は北京の日本帝国公使館に一週間滞在している。同年にダライラマの使節を日本に派遣する計画が頓挫するが、1911年に3人の高僧が留学生として日本に派遣されるという形で実現している。この時の留学生の世話役が後にチベット入りする多田等観であった。
1912年、チベットは一度独立を宣言する。チベット研究者・青木文教の自著『祕密之國 西藏遊記』によれば、この頃にチベット軍の司令官と青木がチベットの軍旗として使っていたチベットの記号（雪山・唐獅子・日・月）と、大日本帝国陸軍の軍旗(旭日旗)に擬似する意匠を組み合わせて新しく図案を作ったものが新しい「軍旗」になったとしている。この軍旗はのちにチベット政府ガンデンポタンにより国旗として採用された。
日中戦争や第二次世界大戦の際には、チベットは日本に同情的な姿勢を貫き、連合国による中華民国への武器輸送を拒み中立を保った。1939年には野本甚蔵が1年半にわたりチベットでの情報収集活動を行う（野本甚蔵のチベット潜行）。そして日本が1945年に第二次世界大戦に敗戦し、1952年にサンフランシスコ平和条約で主権を回復する一方、1951年までにチベットの全域が中華人民共和国の支配下に入り、1959年にはダライラマ14世がインドに亡命し、チベット亡命政府を建てる。
1972年に日本と中華人民共和国が国交を結んだ、以降公的には中華人民共和国を仲介する形で日本とチベットは関係がもたれている。日本政府は『一つの中国』を尊重する立場をとっており、チベットの独立を認めていない。一方、1976年にはチベット亡命政府の代表機関ダライ・ラマ法王日本代表部事務所が設立。また、近年では日本の国会議員らによるチベット問題を考える議員連盟が結成され、2008年に北京オリンピックでチベット問題が世界的に注目された際には日本でも一定の関心が集まった。